# Ucai
Ucai é um gênero de coleóptero da tribo Anacolini (Prioninae).

## Etimologia
"Ucai" do tupi, uçai = "riscar"; alusivo à escultura dos flagelômeros.

## Morfologia

### Cabeça
Cabeça tão larga quanto o protórax. Mandíbulas forte e densamente pontuadas com três dentes na margem interna, eqüidistantes entre si; último segmento dos palpos fusiforme e alongado, truncado no ápice. Clípeo muito desenvolvido, mais largo que a extremidade do escapo. Região entre os tubérculos anteníferos côncava. Olhos com granulação fina. Lobos oculares superiores tão afastados entre si quanto o quádruplo da largura de um lobo. Lobos oculares inferiores desenvolvidos, ocupam quase todo o lado da cabeça. Gena curta com a borda arredondada. Antenas (macho) flabeladas, com 11 artículos, atingem o quinto apical dos élitros. Escapo tronco-cônico. Pedicelo e flagelômeros microcarenados, carenas longitudinais e finas. Antenômero III um terço mais longo do que o escapo. Antenômeros III-X com o ângulo externo projetado num flabelo estreito e longo; comprimento do flabelo aumenta em direção aos antenômeros apicais. Antenômero XI mais longo que o flabelo do X.

### Tórax
Protórax transversal, lados com espinho desenvolvido próximo à base. Pronoto sem gibosidades aparentes. Escutelo ligeiramente côncavo com borda apical arredondada. Processo prosternal estreito sobrepõe-se ao mesosterno. Processo mesosternal estreito, acentuadamente côncavo. Metasterno convexo. Élitros não deiscentes, acobertam todo o abdômen. Três costas elitrais: a umeral funde-se com a segunda próximo ao ápice. Epipleuras estreitas; declividade lateral reduzida, extremidades arredondadas. Fêmures levemente engrossados no centro. Metatarsômero I mais curto que o comprimento do II e III reunidos.

## Sistemática
- Ordem Coleoptera
  - Subordem Polyphaga
    - Infraordem Cucujiformia
      - Superfamília Chrysomeloidea
        - Família Cerambycidae
          - Subfamília Prioninae
            - Tribo Anacolini
              - Gênero Ucai
                - Ucai letiziae (Santos-Silva, 2014)
                - Ucai nascimentoi (Galileo & Martins, 2009)